# Richard Adams
Richard George Adams (Newbury, 9 maggio 1920 – Whitchurch, 24 dicembre 2016) è stato uno scrittore e glottoteta britannico.
È conosciuto soprattutto per avere scritto tre romanzi che hanno come protagonisti degli animali, in particolare La collina dei conigli (titolo inglese: Watership Down) e, leggermente meno noti, La valle dell'orso e I cani della peste.

## Biografia
Figlio di un dottore di campagna, passò la sua infanzia nella contea di Berkshire nel sud dell'Inghilterra. Servì nell'esercito britannico dal 1940 al 1946 durante la seconda guerra mondiale.
Dopo essersi congedato proseguì gli studi e nel 1948 prese il master's degree al Worcester College di Oxford.
In seguito ottenne un impiego presso l'amministrazione statale inglese, Department of Agriculture e Department of the Environment, dove rimase fino al 1974.
Dopo la pubblicazione del suo secondo romanzo, La valle dell'orso, è diventato scrittore a tempo pieno. Ha vissuto sull'isola di Man.
La trama de La collina dei conigli nasce da una storia che Adams raccontava alle sue due figlie Juliet e Rosamund e che, per insistenza delle figlie stesse, divenne poi un romanzo.
Lo scrittore impiegò due anni per la stesura definitiva dell'opera, ma i primi tredici editori a cui lo propose ne rifiutarono la pubblicazione. Quando infine il libro fu pubblicato, nel 1972 da Rex Collings Ltd, vendette in pochissimo tempo più di un milione di copie in Gran Bretagna e negli Stati Uniti. Il romanzo è diventato di fatto un classico della letteratura moderna e nel 1972 ha vinto sia la Carnegie Medal  che il Guardian Children's Fiction Prize.
A tutt'oggi il capolavoro di Adams ha venduto più di 50 milioni di copie in tutto il mondo, più di tutti quanti i suoi altri lavori messi assieme.
Dal 1982 Adams è stato presidente della Royal Society for the Prevention of Cruelty to Animals (RSPCA) e, nel 1983 si è candidato alle elezioni politiche britanniche come conservatore indipendente nel collegio di Spelthorne con il proposito di presentare una piattaforma di legge per vietare la caccia alla volpe.
Fino alla morte, avvenuta il 24 dicembre 2016, ha vissuto con la moglie Elizabeth a Whitchurch (Hampshire), a poca distanza dal suo paese natale.

## Opere
- Watership Down, 1972.

La collina dei conigli, Milano, Rizzoli, 1975.
- Shardik, 1974.

La valle dell'orso, Milano, Rizzoli, 1976.
- Nature Through the Seasons, con Max Hooper, 1975.

Le quattro stagioni, Milano, Emme, 1977.
- The Tyger Voyage, 1976.

Il viaggio delle tigri, Milano, Emme, 1976.
- The Plague Dogs, 1977.

I cani della peste, Milano, Rizzoli, 1978.
- The Ship's Cat, 1977.

- Nature day and night, con Max Hooper, 1978.

Il giorno e la notte, Milano, Emme, 1982.
- The Girl in a Swing, 1980.

La ragazza sull'altalena, Milano, Rizzoli, 1982.
- The Iron Wolf and Other Stories, 1980.

Le rocce di Korsan, Milano, Rizzoli, 1980.
- The Legend of Te Tuna, 1982.

- Voyage Through the Antarctic, con R. M. Lockley, 1982.

- Nature Diary, 1985.

Un anno in campagna, Milano, Rizzoli, 1987.
- The Bureaucats, 1985.

I Burogatti, Milano, Rizzoli, 1986.
- Traveller, 1988.

Traveller, Milano, Rizzoli, 1990.
- The Day Gone By, 1990. [autobiografia]

- Tales from Watership Down, 1996.

La collina dei ricordi. Nuove storie da La collina dei conigli, Milano, Rizzoli, 1997.
- The Outlandish Knight, 1999.

- Daniel, 2006.